# رفع التلال

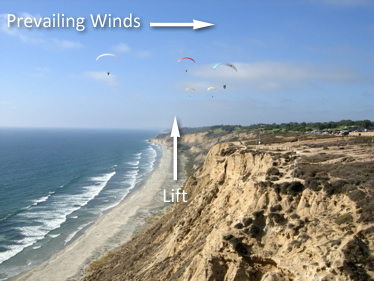
مصعد ريدج في توري باينز قلايدربورت في سان دييغو، كاليفورنيا

رفع التلال (Ridge lift) أو رفع المنحدر (slope lift) ينشأ عندما تصطدم الرياح بعائق، عادة ما يكون منحدرًا أو جرفًا جبليًا، يكون كبيرًا وحادًا بدرجة كافية لتحريف الريح لأعلى.
إذا كانت الرياح قوية بما فيه الكفاية، فإن رفع التلال يوفر قوة تصاعدية كافية للطائرات الشراعية، والطائرات الشراعية المعلقة، والطائرات المظلية والطيور للبقاء في الجو لفترات طويلة أو السفر لمسافات طويلة من خلال «الارتفاع المنحدر» (slope soaring). على الرغم من أن الطائرات غير المزودة بمحركات تهبط وتنحدر عادةً في الهواء، إلا أنها ستصعد إذا كان الهواء المحيط يرتفع أسرع من معدلات هبوطها. يشير مستخدموا طرازات الطائرات الشراعية التي يتم التحكم فيها عن بُعد إلى هذه التقنية باسم «الانزلاق المنحدر» (slope gliding) أو «المنحدر» (sloping).
استخدم أورفيل رايت في عام 1911 رفع التلال، لتسجيل رقماً قياسياً لمدة 11 دقيقة. بدأت رياضة التحليق في ألمانيا بعد الحرب العالمية الأولى. في عام 1921، حطم الدكتور فولفغانغ كليمبيرر الرقم القياسي القياسي لأطول مدة والمسجل للأخوة رايت لعام 1911، برحلة مدتها 13 دقيقة. في عام 1922، أصبح آرثر مارتينز أول طيار طائرة شراعية يستخدم طائرة صاعدة ترتفع على طول منحدر جبلي للبقاء عالياً لفترة طويلة، مع رحلة لأكثر من ساعة.

## متطلبات أساسية

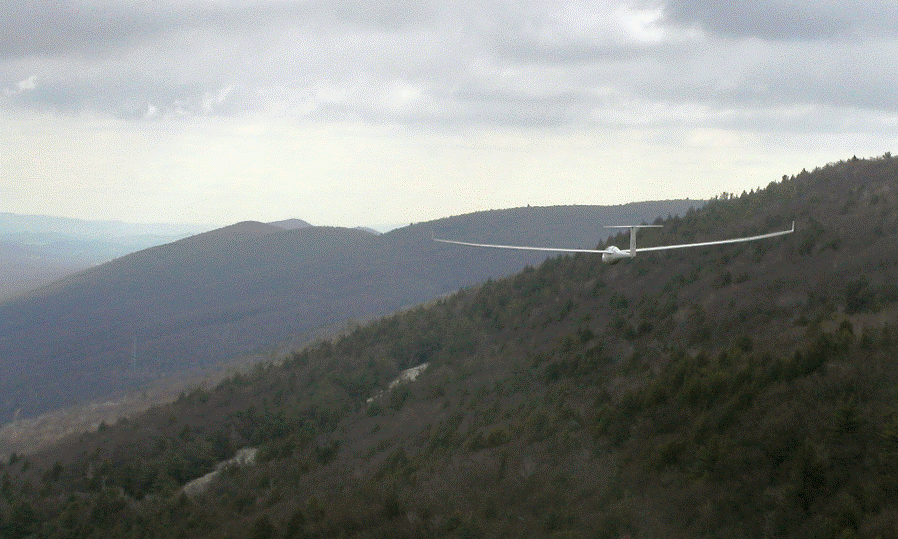
سلسلة من التلال الشراعية ذات المنحدرات المرتفعة في لوك هافن، ولاية بنسلفانيا بالولايات المتحدة الأمريكية

يتم إنشاء رفع التلال عندما تهب الرياح ضد تل أو حافة أو جرف أو موجة المحيط، مما يؤدي إلى ارتفاع الهواء. يُعرف هذا في علم الأرصاد الجوية باسم المصعد الجبلي. تخلق الرياح منطقة من الهواء الصاعد مباشرة فوق المنحدر، والتي قد تمتد بعض المسافة لأعلى وللخارج من وجهها لأن تدفق الهواء يتبع محيط التل الصاعد. ومع ذلك، بالقرب من المنحدرات الرأسية، عادة ما تكون هناك منطقة مضطربة بهواء نازل بالقرب من قاعدة الجرف. في اتجاه الريح من التل، يمكن أن تتشكل موجات لي؛ يتم استخدامها أيضًا من قبل طياري الطائرات الشراعية لزيادة الطول، ولكن لا ينبغي الخلط بينها وبين رفع التلال.
بالقرب من المنحدرات بدلاً من المنحدرات الرأسية، غالبًا ما توجد أقوى قوة رفع في مسار طيران يتقاطع مع خط وهمي ينبثق بزوايا قائمة من المنحدر.
استخدم طيارو الطائرات الشراعية السلاسل الجبلية الطويلة مثل تلك الموجودة في ريدج آند فالي أبالاتشيون في الولايات المتحدة ونيوزيلندا وتشيلي للطيران لمسافة تزيد عن ألف كيلومتر في رحلة واحدة. الطيور، مثل العديد من الطيور البحرية (خاصة طيور القطرس) والطيور الجارحة، تستخدم أيضًا المنحدرات بهذه الطريقة.

## انظر أيضًا

رسم تخطيطي لمنحدر بمنطقة ارتفاع الهواء باللون الأخضر الباهت

## روابط خارجية
- ريدج تحلق في منطقة مهمة ميفلين نسخة محفوظة 7 أغسطس 2008 على موقع واي باك مشين.
- تحلق في Kittatinny Ridge
- تمهيدي جديد للطيارين للطيران في ريدج نسخة محفوظة 14 فبراير 2007 على موقع واي باك مشين.